# Wieprz
Der Wieprz [vʲɛpʃ] ist ein rechter Nebenfluss der Weichsel im östlichen Zentral-Polen.

## Geografie

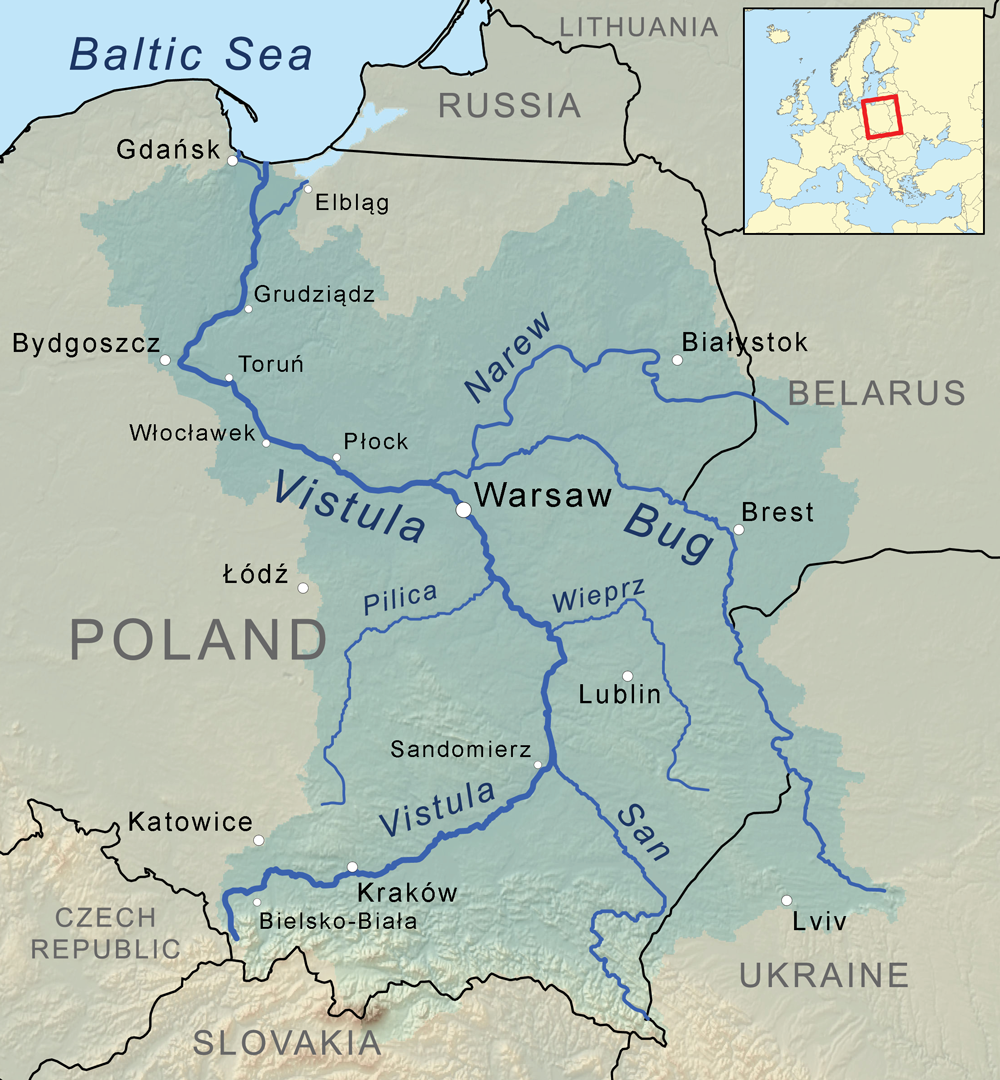
Verlauf des Wieprz

Der Wieprz ist mit einer Länge von 303 Kilometern der neuntlängste polnische Fluss. Sein Einzugsgebiet, das vollständig in Polen liegt, beträgt 10.415 Quadratkilometer. Der Wieprz entspringt bei Tomaszów Lubelski in der Woiwodschaft Lublin und mündet bei Dęblin in die Weichsel. Er ist über den Wieprz-Krzna-Kanal zwischen Krasnystaw und Międzyrzec Podlaski mit der Krzna verbunden.
Die Hauptzuflüsse des Wieprz sind die Bystrzyca und die Tyśmienica.

## Städte am Wieprz
Am Wieprz liegen folgende Städte:
- Krasnobród
- Zwierzyniec
- Szczebrzeszyn
- Krasnystaw
- Łęczna
- Lubartów
- Dęblin